# Samira Rafaela
Samira Rafaela (nascida em 11 de fevereiro de 1989) é uma política neerlandesa dos democratas 66, que atua como membro do Parlamento Europeu desde 2019.
Rafaela foi eleita Membro do Parlamento Europeu nas eleições de 2019, tornando-a na primeira eurodeputada holandesa com raízes afro-caribenhas. Ela é membro da Comissão de Comércio Internacional e da Comissão dos Direitos da Mulher e Igualdade de Gênero.
Além das suas atribuições de comissão, Rafaela faz parte das delegações do Parlamento à Assembleia Parlamentar Euro-Latino-Americana (EuroLat) e à Comissão Parlamentar Mista UE-Chile. Ela também co-preside o Intergrupo do Parlamento Europeu contra o Racismo e a Diversidade e é membro do Intergrupo do Parlamento Europeu sobre Deficiência.